# Glaucias
Over Glaucias (Grieks: Γλαυκίας; ook wel Glaukos (Γλαῦκος) of Glaucus) wordt alleen verteld, dat hij de dokter was van Alexander de Grote die Hephaestion verzorgde en diens dood betekende.
Hij werd in 324 v.Chr. geëxecuteerd door Alexander wegens gebrek aan zorgvuldigheid.